# Tom Gladdis
Tom Gladdis (nasceu a 24 de Fevereiro de 1991) é um piloto de automóveis britânico.

## Carreira[1]
A carreira Tom Gladdis tem seguido um padrão pouco habitual, tendo começado só aos 15 anos, quando testou um Radical SR3 em Donington Park. Apesar de ser jovem e da sua relativa inexperiência, Tom Gladdis teve um desempenho que impressionou o suficiente para ser convidado para testes de Fórmula BMW Reino Unido em Valência. Mais uma vez excelente no carro, Tom Gladdis foi convidado para mais um teste antes de lhe oferecerem uma Bolsa de Estudos oficial para pilotar no Campeonato de 2007 de Fórmula BMW Reino Unido.
Na sua primeira temporada completa, na Fórmula BMW Reino Unido, Tom Gladdis concluiu o Campeonato de Rookies em 6º e o Campeonato geral em 14º, e competiu contra o seu futuro rival na Temporada de Fórmula 2 FIA de 2009 Henry Surtees. Determinado a ganhar a maior experiência possível, Tom Gladdis articulou corridas no Reino Unido com algumas corridas nos campeonatos de Fórmula BMW Asiática e ADAC, antes de competir na Final Mundial no fim do ano.
Em 2008 Tom Gladdis fiu para um carro maior, atravessando o Atlântico para correr no Campeonato American Star Mazda. Novamente o piloto mais jovem na grelha, Tom Gladdis foi mais rápido desde o início, seguindo a 2 quintos lugares uma vitória e um segundo em Portalnd, ambas a começar da pole. Apesar de não competir em Watkins Glen - Tom Gladdis não pôde correr devido a ser ainda muito novo - uma série de 5ºs lugares seguiu-se, ajudando ao 6º lugar final de Tom Gladdis.

### Registo nos monolugares
| Época | Campeonato                   | Corridas disputadas | Vitórias | Pole Positions | Pódios | Pontos | Lugar Final |     |
| ----- | ---------------------------- | ------------------- | -------- | -------------- | ------ | ------ | ----------- | --- |
| 2007  | Fórmula BMW Reino Unido      | ND                  | ND       | ND             | ND     | ND     | 14º         |     |
| 2007  | Fórmula BMW ADAC             | 2                   | ND       | ND             | ND     | ND     | ND          |     |
| 2007  | Fórmula BMW Ásia             | 4                   | ND       | ND             | ND     | ND     | ND          |     |
| 2007  | Final Mundial de Fórmula BMW | 1                   | -        | -              | -      | -      | -           | 23º |
| 2008  | Star Mazda                   | ND                  | 1        | 2              | 3      | ND     | 6º          |     |